# 貓部貓
貓部貓（日语：／ Nekobe Neko，1967年10月19日—），日本漫畫家。女性。出身於靜岡縣濱松市。

## 經歷
中學時期開始在《Nakayoshi》（講談社）投稿作品，並獲得銀獎或金獎。
1986年，以《FIRST DATE》刊登在《Nakayoshi DELUXE》（講談社）8月號首次亮相。出道時的筆名是帶有心形符號的「貓部貓」。
1989年起在《Nakayoshi》上連載以飛翔金魚「金比」為主角的鬧劇喜劇《金魚注意報》大受歡迎。1991年至1992年被東映動畫製作成電視動畫，1992年4月上映電影動畫版《金魚注意報》。2005年發行DVD-BOX與新書版漫畫同時，在《Nakayoshi》發表《金魚注意報 特別篇》。藍光版於2019年發行。
一時期間轉移至《Amie》，但後來又回《Nakayoshi》。與貓部貓同期的武內直子和秋元奈美都是1990年代前半活躍於《Nakayoshi》，有暫時離開《Nakayoshi》後重返的經歷。
喜歡的動物：貓、狗

## 作品列表
- （《Nakayoshi》） ISBN 4-06-178623-7
- 金魚注意報[1][2]（《Nakayoshi》）
  - HINAKO（收錄於《金魚注意報》第5冊）
  - （同上）
- 企鵝偵探團（日语：ペンギン探偵団）（《Nakayoshi》） ISBN 4-06-178655-5
- 閃閃音符（《Nakayoshi》） ISBN 4-06-178804-3
- （Nakayoshi）
  - （收錄於第1冊）
- （《Amie（日语：Amie）》，未出單行本）
- （《Nakayoshi》） ISBN 4-06-178925-2
- 天竺鼠同遊（日语：どこでもハムスター）（《Nakayoshi》、《Nakayoshi增刊》） ISBN 4-06-334534-3
- 甜甜圈布丁（日语：どーなつプリン）（《Nakayoshi》）
- （《Nakayoshi Lovely（日语：なかよしラブリー）》，未出單行本）
- （《Nakayoshi》、《Nakayoshi Lovely》刊載，未出單行本）

## 外部連結
- （日語）—講談社官方網站作家公開小檔案（存於互聯網檔案館）。